# Elise Schaap
Elise Schaap (Rotterdam, 21 settembre 1982) è un'attrice olandese.

## Biografia
Elise Schaap debutta nel 2004 in un episodio della serie televisiva Bitches.
Ha in seguito recitato in numerose produzioni olandesi fra cui Richting west (2010), Sekjoeritie (2010), Bride Flight (2008), Keyzer & de Boer advocaten (2008), Liefde, dood & luchtgitaar (2006) e HotNews.nl (2005).
Nel 2010 ha preso parte alla fiction italiana Le ragazze dello swing, basata sulla vita del Trio Lescano, dove interpreta il ruolo di Kitty Leschan.

## Filmografia parziale

### Cinema
- Liefde, dood & luchtgitaar, regia di Lourens Blok – cortometraggio (2006)
- Bride Flight, regia di Ben Sombogaart (2008)
- Richting west, regia di Nicole van Kilsdonk (2010)
- Ferry, regia di Cecilia Verheyden (2021)
- Dalla paura all'amore (Stromboli), regia di Michiel van Erp (2022)
- I nostri segreti (Faithfully Yours), regia di André van Duren (2022)
- Ferry 2, regia di Wannes Destoop (2024)

### Televisione
- Bitches – serie TV, 1 episodio (2004)
- HotNews.nl – serie TV, 41 episodi (2005-2006)
- Keyzer & de Boer advocaten – serie TV, 1 episodio (2008)
- Sekjoeritie, regia di Nicole van Kilsdonk – film TV (2010)
- Le ragazze dello swing, regia di Maurizio Zaccaro – miniserie TV, 2 puntate (2010)
- Undercover – serie TV, 21 episodi (2019-2022)

## Doppiatrici italiane
Nelle versioni in italiano delle opere in cui ha recitato, Elise Schaap è stata doppiata da:
- Antonella Baldini in Undercover, Ferry, Dalla paura all'amore